# 17-я гвардейская стрелковая дивизия
17-я гвардейская стрелковая дивизия — гвардейское формирование (стрелковая дивизия) РККА и СА Вооружённых Сил СССР в Великой Отечественной войне и после неё.
Соединение в составе действующей армии и флота ВС Союза ССР:
- с 17 марта 1942 года по 30 апреля 1945 года;
- с 9 августа 1945 года по 3 сентября 1945 года.

По окончании Великой Отечественной и Японской войны наименования соединения:
- полное действительное — 17-я гвардейская стрелковая Духовщинско-Хинганская Краснознамённая ордена Суворова дивизия;
- сокращённое действительное — 17 гв.сд.

## История

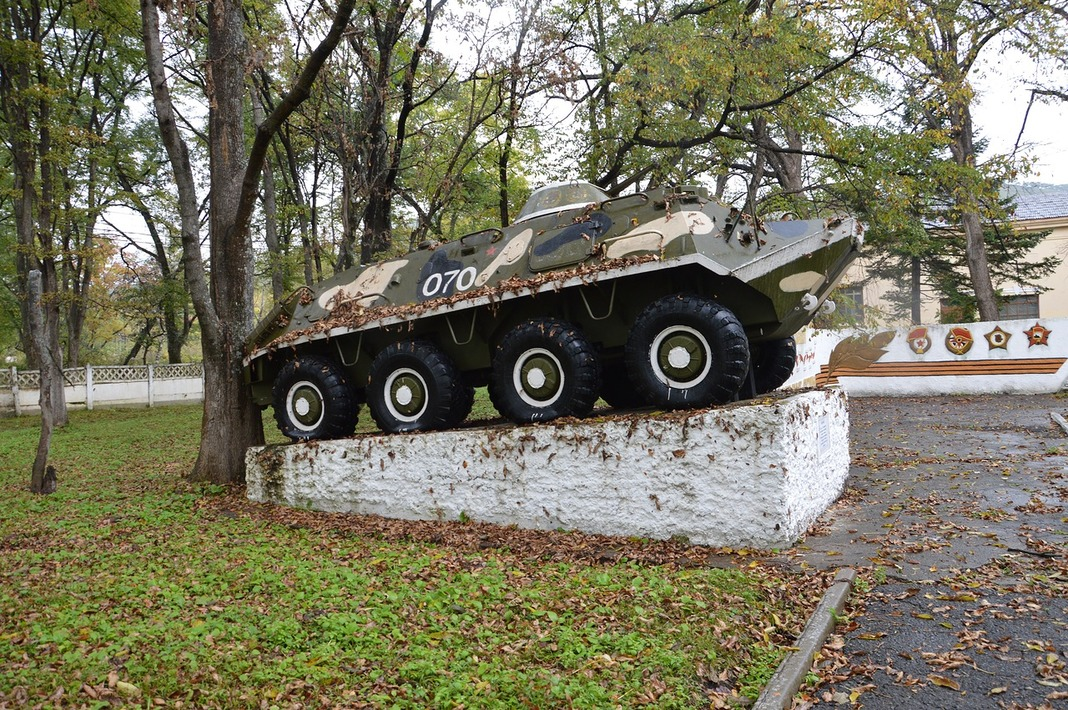
Мемориал в честь 123-й гвардейской мотострелковой дивизии, в селе Барабаш Приморского края.

17 марта 1942 года за мужество и героизм личного состава, проявленные в боях против нацистской Германии, их союзников и сателлитов, 119-й стрелковой дивизии было присвоено почётное звание «Гвардейская» и она была переименована в 17-ю гвардейскую стрелковую дивизию.
С весны 1942 года соединение Сухопутных войск РККА вело оборонительные бои в районе города Белый.
Со 2 по 14 июля немцы провели операцию «Зейдлиц» по окружению 39-й армии и 11-го кк, а также части левого фланга 41-й (17-я гв., 135-я сд, 21-я т бр) и правого фланга 22-й армии (355-я, часть 380-й, отдельные части 185-й сд). 02.07.1942 года вступила в бой с двумя дивизиями противника (2-й танковой и 246-й пехотной), и 6.07.1942 (по немецким данным 05.07.1942) была полностью окружена. После чего, отдельными группами под командованием старших командиров, лесами и труднопроходимыми болотами с боями выходила из тыла врага в район Петрушино — Льба. Командование дивизии принял на себя начальник штаба дивизии гвардии полковник Збандуто
Из окружения в 07-09.07.1942 года вышли 1759 человек, вынесено два 82-мм миномёта, два станковых и восемь ручных пулемётов, 800 винтовок, 2 ПТР, 3- ППШ, 60 револьверов. Впоследствии из окружения продолжали выходить, как записано в документах «отдельные люди и подразделения». Всего дивизия потеряла убитыми, ранеными и попавшими в плен 3822 чел.
Воспоминания офицера связи 26-го гв. ап 17-й гв.сд В.Полякова: «Обоз все время торопили и нам стоило больших усилий пробираться через непрерывные завалы из поваленных деревьев и груды техники. Солнце садилось, когда последние повозки выбрались из леса недалеко от того места, где днём находился штаб полка. Кругом трупы. Прямо около дороги лежало тело начфина Максимова с оторванными ногами, ему наскоро готовили тут же могилу…Собрав остаток повозок, тылы двинулись дальше на северо-запад к видневшемуся впереди лесу. Проходя мимо Солодилово, я увидел нашу „тридцатьчетверку“. Танк шёл по пустынной улице, развернув башню назад и посылая выстрел за выстрелом…Танк выполнял роль арьергарда, прикрывая отход тылов. И, действительно, не успели мы войти в лес, как немецкие автоматчики заняли деревню…Не имея никакой связи с полком, начальник тыла послал меня в штаб…В штабе царила атмосфера спокойной обречённости, Чувствовалось, что люди сделали всё возможное, что в их силах, и теперь по инерции, по укоренившейся привычке долга, дотягивают свою ношу до конца, до исчерпания последних сил…»
декабрь 1941 г. — провал немецкой операции «Тайфун» по захвату Москвы, отход на запад на рубеж Оленино — Ржев — Вязьма;
март 1943 г. — дивизия преследует отходящего противника на Ржевско-Вяземском направлении;
апрель 1943 г. — в составе 39-й армии дивизия выведена из боя в резерв фронта;
июль-август 1943 г. — участие в Курской битве, наступление на Смоленском направлении с рубежа Духовщина — Смоленск — Рославль;
13-16 августа 1943 г. — взятие с. Понизовье;
16-17 сентября 1943 г. — форсирование р. Царевич, взятие г. Духовщина (в честь этого в Москве дан салют, дивизии присвоено почётное наименование
«Духовщинская»);
29 сентября 1943 г. — в ходе Духовщинско-Демидовской операции форсирование р. Березина, взятие г. Рудня (дивизия награждается орденом Красного Знамени);
до мая 1944 г. — дивизия ведёт оборонительные и наступательные бои на рубеже г. Рудня-Витебск;
май 1944 г. — штурм высоты 222,9, большие потери;
июнь 1944 г. — вывод в резерв: отдых и доукомплектование;
23 июня 1944 г. — форсирование р. Лучес в направлении на Витебск, захват станции Замосточье, перекрытие шоссе Витебск — Орша;
25 июня 1944 г. — выход к реке Западная Двина, завершение окружения витебской группировки противника;
27 июня 1944 г. — дивизия сыграла решающую роль в завершении ликвидации окружённой группировки противника, награждена орденом Суворова II степени;
до сентября 1944 г.- 500-километровый марш до г. Укмерге, Литва, северо-восточнее Каунаса;
сентябрь 1944 г. — дивизия прошла с боями 100 километров, вышла к Рассейнянской линии обороны немцев, которую они обороняли в 1914 г.;
7 октября 1944 г. — прорыв линии обороны, преследование до 70 км, выход к г. Таураге — последнему оплоту немцев на границе Восточной Пруссии;
9 октября 1944 г. — захват г. Таураге, что нарушило снабжение Курляндской группировки немцев по шоссе Рига — Тильзит;
11 октября 1944 г. — 70-километровый марш, выход на государственную границу СССР в районе г. Науместис;
с 17 октября 1944 г. — наступление на Тильзитском направлении, захват и оставление г. Пилькаллена. За эти бои были награждены: орденом Красного Знамени — 45-й стрелковый и 26-й артиллерийский полки, орденом Суворова II степени — 49-й стрелковый полк, орденом Кутузова III степени — 52-й стрелковый полк;
13 января 1945 г. — освобождение г. Пилькаллен;
15 января 1945 г. — освобождение г. Ужнияцнен;
с 22 января 1945 г. — форсирование р. Дайма в районе г. Куменен, выход к внешнему оборонительному обводу г. Кенигсберг;
февраль-март 1945 г. — бои за г. Фишгаузен;
9 апреля 1945 г. — участие в штурме Кёнигсберга, очистка Земландского полуострова от немцев;
17 апреля 1945 г. — выход к Балтийскому морю, прекращение боевых действий;
13 мая 1945 г. — отправка эшелонами на Восток (через Красноярск поезда проследовали со стоянкой 2 часа);
13 июня 1945 г. — разгрузка у г. Чойбалсан, 10-дневный 360-километровый марш, в течение месяца боевая учёба в степном лагере;
8 августа 1945 г. — 150-километровый марш, выход к границе Внутренней Монголии;
9 августа 1945 г.- объявление войны Японии. Марш дивизии к перевалу Большой Хинган;
11 августа 1945 г. — первая стычка с японским отрядом. Первой из стрелковых соединений вышла на восточные скаты горного хребта Большой Хинган;
13 августа 1945 г. — захват столицы Внутренней Монголии г. Ваньемяо, преодоление 800 км перевалов Большого Хингана, выход на подступы к Мукдену, на Маньчжурские сопки;
23 августа 1945 г. — последний бой с японцами у станции Дебоссы, присвоение дивизии почётного наименования «Хинганская»;
4 сентября 1945 г. — дивизия прибыла в район Порт-Артура, где встретила окончание войны.
Впоследствии дислоцировалась в районе города Цзиньчжоу до вывода 39-й армии с территории Китая в мае 1955 года.

## Наименования дивизии
дивизия была сформирована 23 июля 1939 г. в Красноярске как 119-я стрелковая дивизия (полное наименование — 119-я Красноярская стрелковая дивизия);
17 марта 1942 г. дивизия была переименована в 17-ю гвардейскую стрелковую дивизию (полное наименование после окончания войны — 17-я гвардейская стрелковая Духовщинско-Хинганская Краснознамённая ордена Суворова II степени дивизия);
В апреле 1957 г. дивизия была преобразована в 123-ю гвардейскую мотострелковую дивизию (полное наименование — 123-я гвардейская мотострелковая Духовщинско-Хинганская ордена Октябрьской революции Краснознамённая ордена Суворова II степени дивизия);
в 1990 г. дивизия была переформирована в 129-ю гвардейскую пулемётно-артиллерийскую дивизию (награды и почётные наименования были сохранены);
В 2011 году в ходе реформы Вооружённых сил дивизия была переформирована в 70-ю отдельную гвардейскую мотострелковую бригаду. Затем в 2018 году бригада переформирована в 114-й гвардейский мотострелковый полк.

## В составе

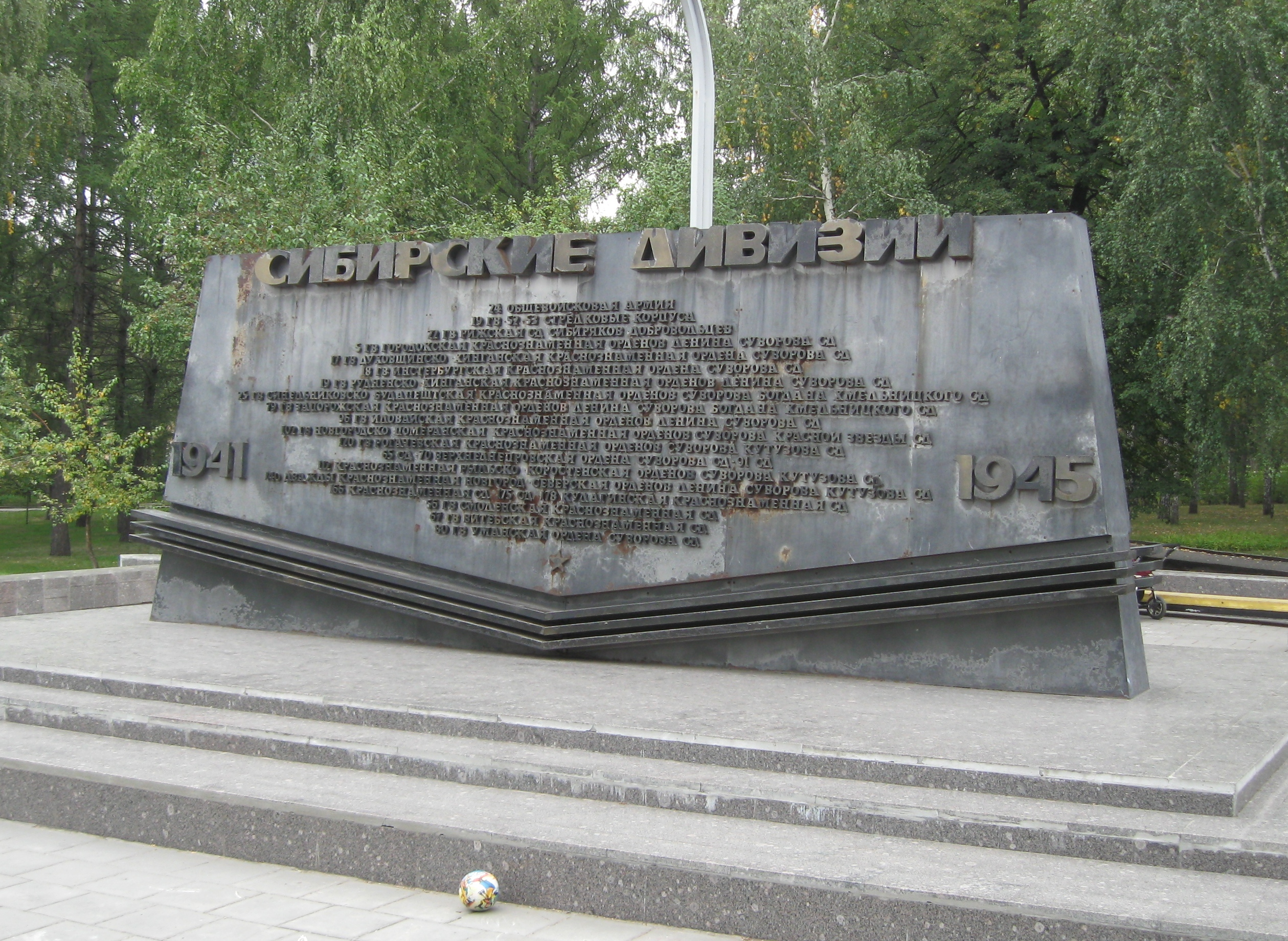
17-я гвардейская стрелковая дивизия
на Монументе Славы в Новосибирске.

- Калининский фронт, 22-я армия, — на 01.04.1942 года
- Калининский фронт, 41-я армия, — на 01.04.1942 года
- Калининский фронт, фронтовое подчинение — на 01.10.1942 года
- Калининский фронт, 41-я армия, — на 01.01.1943 года
- Калининский фронт, 39-я армия, — на 01.04.1943 года
- Калининский фронт, 2-й гвардейский стрелковый корпус, фронтовое подчинение — на 01.07.1943 года
- Калининский фронт, 39-я армия, 5-й гвардейский стрелковый корпус, — на 01.10.1943 года
- 1-й Прибалтийский фронт, 39-я армия, 5-й гвардейский стрелковый корпус, — на 01.01.1944 года
- Западный фронт, 39-я армия, 5-й гвардейский стрелковый корпус, — на 01.04.1944 года
- 1-й Прибалтийский фронт, 39-я армия, 5-й гвардейский стрелковый корпус, — на 01.07.1944 года
- 3-й Белорусский фронт, 39-я армия, 5-й гвардейский стрелковый корпус, — на 01.10.1944 года
- 3-й Белорусский фронт, Земландская группа войск, 39-я армия, 5-й гвардейский стрелковый корпус, — на 01.04.1945 года
- Забайкальский фронт, 39-я армия, 5-й гвардейский стрелковый корпус, — с 20.06.1945 года

## Состав
- управление
- 45-й гвардейский стрелковый полк
- 48-й гвардейский стрелковый полк
- 52-й гвардейский стрелковый полк
- 26-й гвардейский артиллерийский полк
- 507-й отдельный самоходно-артиллерийский дивизион (с 09.08.1945),
- 22-й отдельный гвардейский истребительно-танковый дивизион
- 11-я гвардейская зенитная батарея (до 10.05.1943)
- 1-й гвардейский миномётный дивизион (до 01.10.1942)
- 3-я отдельная гвардейская разведывательная рота
- 16-й отдельный гвардейский сапёрный батальон
- 21-й отдельный гвардейский батальон связи (21-я гвардейская отдельная рота связи)
- 383-й (13-й) отдельный медико-санитарный батальон
- 15-я отдельная гвардейская рота химический защиты
- 510-я (19-я) автотранспортная рота
- 528-я (250-я) полевая хлебопекарня
- 503-й (18-й) дивизионный ветеринарный лазарет
- 493-я полевая почтовая станция
- 360-я полевая касса Государственного банка
- 4-й отдельный гвардейский пулемётный батальон (до 04.1943)

- управление
- 45-й гвардейский мотострелковый Краснознамённый полк (Уссурийск);
- 290-й гвардейский мотострелковый полк (Краскино);
- 52-й гвардейский мотострелковый полк (с. Барабаш);
- 248-й танковый Харбинский Краснознамённый полк (Занадворовка);
- 26-й гвардейский самоходно-артиллерийский полк (с. Барабаш);
- 1170-й зенитный артиллерийский полк (Занадворовка);
- 392-й отдельный противотанковый артиллерийский дивизион (Краскино);
- 127-й отдельный гвардейский разведывательный батальон (с. Барабаш);
- 1135-й отдельный батальон материального обеспечения (с. Барабаш);
- 319-й отдельный ремонтно-восстановительный батальон (Занадворовка);
- 16-й отдельный гвардейский инженерно-сапёрный батальон (с. Барабаш);
- 21-й отдельный гвардейский батальон связи (с. Барабаш);
- 365-я рота химической защиты (с. Барабаш);
- 383-й медицинский батальон (Краскино);
- ОВКР (с. Барабаш);[2]

70-я отдельная гвардейская мотострелковая Духовщино-Хинганская ордена Октябрьской революции, Краснознамённая, ордена Суворова бригада, в/ч 24776 (с. Барабаш):
- управление,
- 1-й мотострелковый батальон,
- 2-й мотострелковый батальон,
- 3-й мотострелковый батальон,
- стрелковая рота (снайперов),
- танковый батальон,
- 1-й гаубичный самоходно-артиллерийский дивизион,
- 2-й гаубичный самоходно-артиллерийский дивизион,
- реактивный артиллерийский дивизион,
- противотанковый артиллерийский дивизион,
- зенитный ракетный дивизион,
- зенитный ракетно-артиллерийский дивизион,
- разведывательный батальон,
- инженерно-саперный батальон,
- батальон управления (связи),
- рота БПЛА,
- рота РХБЗ,
- рота РЭБ,
- батарея управления и артиллерийской разведки (начальника артиллерии),
- взвод управления и радиолокационной разведки (начальника противовоздушной обороны),
- взвод управления (начальника разведывательного отделения),
- ремонтно-восстановительный батальон,
- батальон материального обеспечения,
- комендантская рота,
- медицинская рота,
- взвод инструкторов,
- взвод тренажеров,
- полигон,
- оркестр.

На вооружении: 40 ед. Т-72Б, 1 ед. Т-72БК, 159 ед. МТ-ЛБ, 18 ед. БМ-21 «Град», 36 ед. 152-мм 2С19 «Мста-С», 18 ед. 120-мм миномётов 2С12 «Сани», 6 ед. 100-мм пушек МТ-12 «Рапира», 12 ед. СПТРК 9П148 «Конкурс», 11 ед. БТР-80, 4 ед. БРДМ-2, ЗРК 9К37 «Бук-М1» (1 ед. КП 9С470M1, 1 ед. СОЦ 9С18M1 «Купол-М1», 6 ед. СОУ 9А310M1, 3 ед. ТЗМ 9А39), 6 ед. БМ 9А34(35) «Стрела-10», 6 ед. ЗСУ-23-4 «Шилка».

## Командование

### Командиры
- Березин, Александр Дмитриевич (17.03.1942 — 06.06.1942), генерал-майор
- Горбунов, Степан Петрович (07.06.1942 — 05.07.1942), полковник
- Добровольский, Ерофей Владимирович (07.07.1942 — 21.12.1942), полковник, с 27.11.1942 генерал-майор
- Квашнин, Александр Петрович (22.12.1942 — 12.12.1943), полковник, с 23.01.1943 генерал-майор
- Цукарев, Самуил Ильич (13.12.1943 — 30.12.1943), полковник
- Квашнин, Александр Петрович (01.01.1944 — 25.01.1945), генерал-майор
- Чернышёв, Пётр Николаевич (26.01.1945 — 11.04.1945), генерал-майор
- Квашнин, Александр Петрович (12.04.1945 — 00.03.1949), генерал-майор
- Коркуц, Евгений Леонидович (1949—1952), генерал-майор

### Заместители командира
- Луцкевич, Иван Лукич (май — июль 1943), полковник
- Полевой, Фёдор Харитонович (сентябрь — октябрь 1944), полковник
- Полевой, Фёдор Харитонович (март — октябрь 1945), полковник
- Булгаков, Василий Иванович (март — декабрь 1946), полковник

## Награды
- 17 марта 1942 года — почётное звание «Гвардейская»  — 119-я стрелковая дивизия переименована в 17-ю гвардейскую стрелковую дивизию[4]
- 19 сентября 1943 года — почётное наименование «Духовщинская»[4]- присвоено приказом Верховного Главнокомандующего от 19 сентября 1943 года за отличие в боях при прорыве сильно укреплённой оборонительной полосы немцев и за освобождение города Духовщина.
- 29 сентября 1943 года —  Орден Красного Знамени — награждена указом Президиума Верховного Совета СССР от 29 сентября 1943 года за образцовое выполнение боевых заданий командования на фронте борьбы с немецкими захватчиками (за взятие города Рудня[4]?) и проявленные при этом доблесть и мужество.[5]
- 2 июля 1944 года —  Орден Суворова II степени — за образцовое выполнение заданий командования в боях по прорыву Витебского укреплённого района немцев южнее города Витебска и на Оршанском направлении севернее реки Днепра, а также за овладение городом Витебск, проявленные при этом геройство, доблесть и мужество[4][6]
- 14 сентября 1945 года — почётное наименование «Хинганская»[4]- присвоено приказом Верховного Главнокомандующего № 0159 от 14 сентяюря 1945 года за отличие в боях на Дальнем Востоке.

Награды частей дивизии:
- 45-й гвардейский стрелковый Краснознаменный[7] полк
- 48-й гвардейский стрелковый ордена Суворова[7] полк
- 52-й гвардейский стрелковый ордена Кутузова[7] полк
- 26-й гвардейский артиллерийский Краснознаменный[8] полк

## Память
В Красноярске именем дивизии в 1990 году кратковременно названа улица нового микрорайона. В том же году переименована в 2 улицы (ул. 78 Добровольческой Бригады и ул. Взлётная)
Именем первого комдива Александра Березина названа улица в Красноярске.

## Отличившиеся воины дивизии
Орденами и медалями СССР награждены 6129 воинов дивизии. Пятеро стали героями Советского Союза:
- Квашнин, Александр Петрович, командир дивизии, генерал-майор. Герой Советского Союза. Награждён 19.04.1945 года за бои в ходе Восточно-Прусской операции
- Бобошко, Константин Матвеевич, командир батареи 26-го гвардейского артиллерийского полка, гвардии капитан. Герой Советского Союза. Награждён 04.06.1944 года за отличие в боях в районе Духовщины.
- гвардии лейтенант Краснов, Иван Тарасович, командир стрелкового взвода 45 стрелкового полка.
- гвардии майор Сметанин, Bладимир Сергеевич, заместитель командира 48 гвардейского стрелкового полка по строевой части (посмертно).
- гвардии полковник Васильев, Павел Фёдорович, командовавший артиллерией дивизии (август 1945 г., посмертно).